# Johanna Rittiner Sermier
Johanna Rittiner Sermier, née le 19 mai 1980 à Sion (canton du Valais, Suisse), est une musicienne, auteure, compositrice, guitariste autodidacte et interprète suisse.

## Formation
Johanna Rittiner Sermier intègre diverses formations folk rock qui lui offrent ses premières expériences de composition et d'improvisation.
Elle entreprend des études de chant lyrique au conservatoire de Sion dans la classe de Jean-Luc Follonier et obtient un certificat en qualité de mezzo-soprano en 2009. Johanna Rittiner Sermier suit les classes de maître de Laura Sarti, Gary Magby et Klesie Kelly (en). Elle obtient ses premiers rôles de soliste au Grand Théâtre Genève.

## Carrière
En 2005 elle crée avec Stany Cotter le groupe folk énergique Stan&Jo,. Cette formation cumule plus de 250 concerts. En 2011 un album éponyme voit le jour, distribué sous le label RKO Records à Lyon. Le groupe se sépare en janvier 2012.
En 2008, Johanna Rittiner Sermier collabore à Ouverture Opéra,, à Sion, et y tient le rôle d'une mère dans l'opéra La Bohème de Giacomo Puccini, mise en scène par Julie Beauvais.
En 2011 elle devient artiste du label RKO Records et sort un album solo « Johanna Rit...Thinner,, ».
En 2012 elle sort un EP de quatre titres auprès de RKO Records,.
En septembre 2012, elle intègre le chœur fixe du Grand Théâtre de Genève, sous la direction de Ching-Lien Wu puis d’Alan Woodbridge,.
Elle joue notamment le rôle de Curra dans l'opéra La forza del destino de Giuseppe Verdi. Elle participe à tous les opéras présentés au Grand Théâtre de Genève de septembre 2012 à mars 2018,,,,.
Elle se produit en tant que soliste alto ou mezzo pour des œuvres d'Oratorio, notamment la Messa da Requiem de Giuseppe Verdi,,, la Petite Messe solennelle de Rossini et le Requiem de Mozart,,,.
En 2017, elle co-compose avec André Pignat dans le cadre de la Compagnie Interface de Sion, au sein du Théâtre Interface Zone Sud, la musique du spectacle Vive la vie, dont elle joue le rôle principal. Ce spectacle est présenté en 2018 et 2019, au Festival Off d'Avignon et part en tournée mondiale en 2018 et 2019.
Le spectacle se produit notamment au 14e Festival international libéral de théâtre à Amman en Jordanie. Johanna Rittiner reçoit le prix de la meilleure interprétation féminine, et le spectacle Vive la vie un prix de la meilleure performance. Le spectacle inaugure le théâtre « MIFA 1862 » de Shanghai, qui lui vaut un article dans le magazine Forbes chinois.
En 2018, elle écrit et met en musique un album folk-grunge français intitulé Per Hominis,.
En 2020 sortie de l'album Per Hominis II. La même année, elle co-compose avec André Pignat, de la compagnie Interface la musique originale du dernier spectacle des Ages de Vie "Noces de joie". Ce spectacle est une réflexion sur le parcours révolutionnaire. Une plongée dans l'histoire du monde,. Ce spectacle a été présenté à Bucharest, en Roumanie, en 2020.
L'album Per Hominis III est en cours de réalisation pour 2021.

## Discographie

### Musique classique
- Avec l'ensemble vocal de Saint-Maurice (EVSM), Direction Pascal Crittin, Requiem de Verdi Extrait-Lux Aeterna-Requiem Verdi (Live) Opéra-Oratorio (Live)[33].
- 2012-2018 : Espace 2 - Programme À l'Opéra.

### Compositions
- 2011 : Album Stan&Jo (distributions Label RKO Records, Lyon).
- 2011 : Album Johanna Rit...THINNER (Label RKO Records, Lyon).
- 2012 : EP 4231 (Label RKO Records, Lyon).
- 2017 : Pour La Compagnie Interface, musique du spectacle Vive la Vie. La Guerre, Extrait Spectacle Vive la Vie (Live)[34].

- 2018 : Album Per Hominis[35].
- 2020 : Album Per Hominis II[36]